# Карни, Иехуда
Иехуда Карни (1884, Пинск — 3 января 1949, Тель-Авив) — еврейский поэт. Писал на иврите, лауреат премии имени Бялика.

## Биография
Родился в семье преуспевающего коммерсанта-лесоторговца Азриела-Зелика Лейбовича Воловельского, купеческого 2-й гильдии сына, и Леи Хаим-Хацкелевны Гольдберг. Активно участвовал в сионистском движении, был избран делегатом на Всемирный сионистский конгресс от «Поалей Цион». Печатался с 1896 в «Ха-Цфира» и других изданиях. В 1921 эмигрировал в Эрец-Исраэль. С 1923 был постоянным членом редколлегии газеты «Ха-Арец».
Лауреат премии имени Бялика за книгу «Ширей Иерушалаим» («Песни Иерусалима», 1948).